# قائمة العلاجات البديلة للإعاقات النمائية والتعلمية
تغطي هذه القائمة العلاجات البديلة للصعوبات التنموية والتعليمية. لا توجد أي من هذه العلاجات مدعومة بأدلة علمية.

## علاجات الطاقة الحيوية
- علاج بي-أورا[1][2]
- العلاج القحفي العجزي[2]
- شفاء عن بعد[1]
- تقنية موازنة المجال الكهرومغناطيسي (EMF)[1]
- العلاج المغناطيسي[2]
- اللمسة العلاجية (TT)[2] وفقًا للجمعية الطبية الأمريكية، اللمسة العلاجية هي "مجرد دجل".[3]
- العلاج بحقول التفكير (TFT)[2]
- ممارسات برنامج التنمية الاجتماعية[4]
- تقنية ألكسندر[1]
- المعالجة اليدوية[1]
- أسلوب فيلدنكريز[1]
- المعالجة بتقويم العظام[1]
- العلاج الطبيعي والعلاج الوظيفي لصعوبات التعلم[1]
- البيلاتس[1]
- اليوجا[1]
- توازن الصفر[1]

## علاجات غذائية
- أنظمة غذائية خالية من المضافات الغذائية[1][2][5]

- أدوية مضادة للفطريات[2]
- الأيورفيدا[1]
- علاج B6-المغنيسيوم[2]
- العلاج بالاستخلاب[2]
- الأحماض الدهنية[1][6]

- نظام فنجولد الغذائي
- حساسية الطعام، حساسية كيميائية متعددة (قاعدة غذائية)[1][5]
- النظام الغذائي الخالي من الغلوتين والكازين (GFCF)[2]
- مكملات الجليكونيوترشن[6]
- التداوي بالأعشاب[1][2][5][6]
- الحديد[1]
- حمية خالية من اللوتين[2]
- العلاج بجرعات الفيتامينات الضخمة[2][5][6]
- نظام غذائي خالٍ من السكر الأبيض[1][5]
- علاج السيكريتين[2]
- العناصر المعدنية، العناصر النادرة[5][6]
- التطعيم (تجنب)[2]
- الزنك[1]

## مقاربات انتقائية
- علاج زهرة الشمس[7]

## علاجات السمع
- تدريب التكامل السمعي (AIT)، تدريب معالجة السمع[1][2][5]
- تأثير موتسارت[6]
- العلاج بالموسيقى[1]
- موسيقى نشطة طيفيًا ذات بنية طبيعية مثالية (SAMONAS)[1]
- طريقة توماس[1]

## الشفاء الشمولي
- علم الحركة التطبيقي[5]
- العلاج بالكريستال[1]
- علاجات الزهور[1]
- المعالجة المثلية[1][2]
- المداواة الطبيعية[1][2]

## التدخلات الطبية
- أدوية مضادة للغثيان وأنواع أخرى لخلل وظائف الدهليزي[5]

## علاجات قائمة على الحركة
- تقنية الفرشاة[1]
- برنامج التمارين التنموية (تثبيط الانعكاسات البدائية)[6]
- معاهد تحقيق الإمكانات البشرية[8]
- التنميط (الحركي النفسي)[2][5]
- العلاج بالرقص الحركي
- العلاج الفيزيائي العصبي[9]

## مقاربات وسياسات تربوية
- الاندماج الكامل في التعليم[2]
- التعليم اللطيف[2]
- النهج المتمركز حول الشخص (PCA)[2]

## التدخلات النفسية الاجتماعية
- وقت اللعب الحر (المعروف أيضًا باسم DIR)[2]
- علاج التعلق[2]
- تيتش[2]

## إدارة الضغوط
- نظام غذائي خالٍ من الكافيين[1]
- الضحك[1]
- التأمل[1]
- التفاؤل[1]
- التعامل مع الضغوط[1]

## تحديد خصائص الطلاب
- أنماط التعلم[6]

## التدخلات التكنولوجية
- الارتجاع البيولوجي[5]
- التواصل الميسر[2]

لقد أظهرت العديد من الدراسات العلمية أن التواصل الميسر هو دجل من خلال إثبات أن ما "يقوله" الشخص التوحدي يتأثر بالكامل بالميسر.
- فاست فور وورد[2]

## علاجات اللمس
- العلاج بالضغط الإبري[1]
- الوخز بالإبر[1]
- طب الروائح[1]
- تقنية باون[1]
- تقنية الفرشاة والضغط المشترك[2]
- تقنية الحرية النفسية[1]
- التدليك[1][2]
- علم المنعكسات[1]
- الريكي[1]

## طرق التدريب
- دعم السلوك الإيجابي (PBS)[2]
- علاج التكامل الحسي (SIT)[2]
- المدخل اللغوي الكلي[2]

## مقاربات بصرية
- تعديل Asfedic (TintaVision)[6]
- طبقات ملونة[6]
- اختبار دنلوب[1]
- مرشحات هاريس[1]
- مقياس الألوان البديهي[1][6]
- متلازمة الحساسية للظلام[1]
- أوبتيم-آيز[6]
- نظارات المنشور[2]
- عدسات ملونة، عدسات كروموجين[1][5][6]
- مكبر التتبع البصري[1]

## علاجات ناشئة
- العلاج بمساعدة الدلافين[1]
- العلاج بالتنويم الإيحائي[1]
- العلاج بالضوء واللون[1]

## وصلات خارجية
- http://www.chicagotribune.com/health/chi-autism-science-nov23,0,6519404,full.story